# Homo sum, humani nihil a me alienum puto
«Homo sum, humani nihil a me alienum puto» (pronuncia classica o restaurata: [hɔmoː sʊ̃ huːmäːniː nɪɦɪɫ äː meː älieːnʊm pʊtoː]) è una frase in lingua latina che significa letteralmente: «Sono un essere umano, niente di ciò ch'è umano ritengo estraneo a me» (in parole più semplici: «Nulla che sia umano mi è estraneo»).
La frase è di Publio Terenzio Afro che la usò nella sua commedia Heautontimorùmenos (Il punitore di sé stesso, v. 77) del 165 a.C.

## Origini
Cremète, invitato da Menedemo a non impicciarsi in affari che non lo riguardano, risponde all'esortazione con questa frase, che nel contesto della commedia si può tradurre come "Sono un essere umano, tutto ciò ch'è umano mi riguarda".
Esistono varie versioni della frase: spesso viene omessa la parte iniziale Homo sum, e a volte vi è anche l'ellissi del verbo puto, che, anzi, viene spesso omesso anche nelle traduzioni. Inoltre, esiste la variante arcaica nil al posto di nihil.
Nei contesti moderni la frase aggiunge al suo significato originale quello di "non voglio lasciare da parte nulla, tutto quello che riguarda l'umanità e le sue realizzazioni è in grado di destare interesse in me".

## Diffusione nei secoli
Come altre citazioni e opere terenziane, la frase ebbe grande successo e ampia valutazione nei secoli dopo la fine di Terenzio. Un ruolo, seppur minore, ebbe in epoca cristiana (quando, osservando la delicatezza dei sentimenti, l'indulgenza e la comprensione dell'animo umano, s'interpretarono i suoi scritti come precursori dell'arte dell'amore per il prossimo) e nel Medioevo, epoca in cui essi seguitarono a essere letti e interpretati. Ma il principale successo venne con l'Umanesimo e il Rinascimento, quando si sviluppò l'ideale della dignità umana e la citazione divenne portavoce dell'humanitas appena sviluppatasi.
Una celebre parafrasi del motto è stata adottata da Roman Jakobson, dai molteplici interessi in ogni disciplina collegata con la linguistica: Linguista sum; linguistici nihil a me alienum puto («sono un linguista, non considero a me estraneo nulla di linguistico»).
Una parafrasi compare nel romanzo I fratelli Karamazov di Fëdor Dostoevskij: "Satana sum et nihil humanum a me alienum puto", intendendo qui che Satana, usando assumere sembianze umane, è costretto a subirne anche gli acciacchi tra cui, come nel caso specifico del testo, i reumatismi.
“I cani, cui nulla di quel che è umano è alieno, ostentavano disinvoltura procedendo a muso ritto, …” in Marcovaldo (1963) di Italo Calvino.
È l’incipit de Le 120 giornate di Sodoma del Marchese de Sade, con cui probabilmente l’autore voleva sottolineare come la depravazione e il sadismo siano parte dell’essere umano.